# Teuerlinge
Die Teuerlinge (Cyathus), auch Brotkorb- oder Vogelnestpilze genannt, sind eine Pilzgattung aus der Familie der Champignonverwandten. Früher wurden sie der mittlerweile nicht mehr gültigen Familie der Nestlingsverwandten (Nidulariaceae) zugeordnet.
Die Typusart ist der Gestreifte Teuerling (Cyathus striatus).

## Merkmale

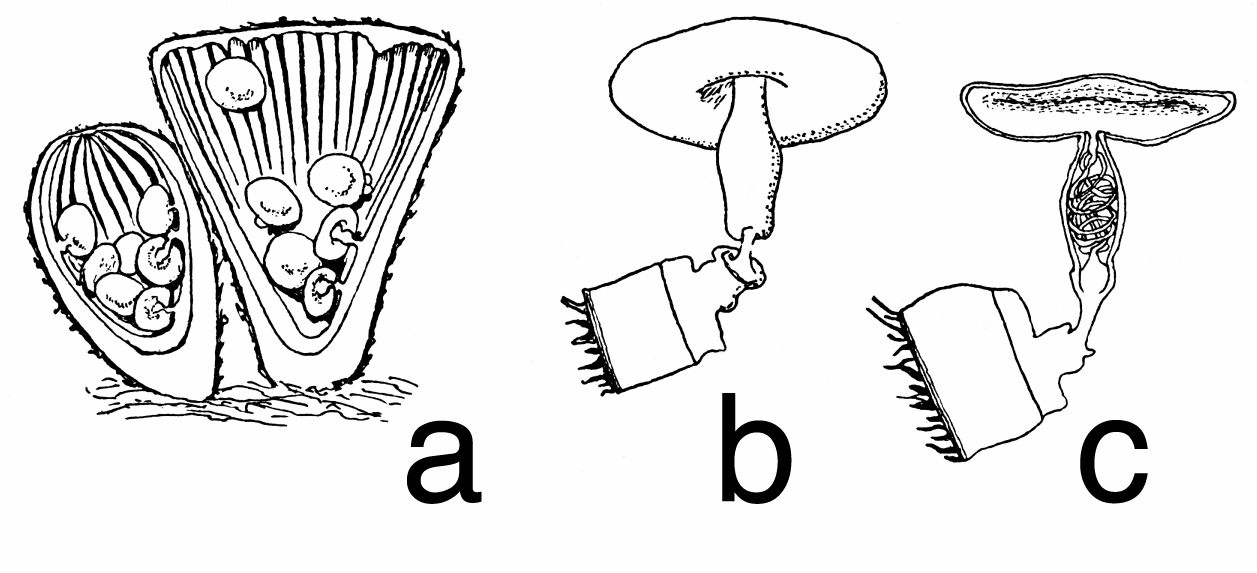
Gestreifter Teuerling (a) junger und alter Fruchtkörper im Längsschnitt, (b) einzelne Peridiole ganz, (c) und im Querschnitt

Querschnitt einer Peridiole: (a) Hülle, (b) Sporen, (c) Basidien, (d) Täschchen, (e) Myzelstrang (Funiculus), (f) „hapteron“ und (g) Mittelstück

Die jung eiförmigen und später becher- oder nestförmigen Fruchtkörper haben eine dreischichtige Wandung. Am Scheitel sind sie zunächst mit einem Häutchen (Epiphragma) verschlossen, das im Zuge der Reifung aufreißt. Im Inneren liegen mehrere Peridiolen. Diese Sporenpakete sind anfangs mit einem Myzelstrang (Funiculus) am Boden des Fruchtkörpers angeheftet. Schließlich wird der Funiculus an der Basis schleimig aufgelöst.
Zur Verbreitungsstrategie der Teuerlinge existieren mehrere Hypothesen. Weit verbreitet ist die „Spritzbecher-These“. Sie besagt, dass die Peridiolen durch Regentropfen aus dem Fruchtkörper geschleudert werden. Die klebrigen Funiculi wickeln sich zum Beispiel um Grashalme und Ästchen in der Umgebung. Die daran hängenden Sporenpakete reißen auf und können aus dieser erhöhten Position die Luftbewegungen besser zur Verbreitung der Sporen nutzen. Die Peridiolen von Arten auf Dung werden von Tieren über das Futter aufgenommen und passieren so den Darm.
Bei der „Samen-Mimikry-These“ spielen dagegen Kleinvögel die entscheidende Rolle. Die Sporenpakete ähneln Pflanzensamen und verleiten die Tiere dazu, diese aufzupicken und zu schlucken. Nach der Passage des Verdauungstrakts werden die Sporen schließlich mit dem Kot ausgeschieden. Auf diesem Weg können die Sporen Hindernisse wie große Gewässer und Gebirge überwinden. Für diese Theorie spricht der Nachweis von freien Sporen und Hyphen der Peridiolenwände in den Ausscheidungen von Kanarienvögeln. Auch der Faktor des „Peridiolenschleuderers“ wird erwogen: Auf Futtersuche scharren die Vögel am Boden und schleudern dabei die Sporenpakete von sich. Zusätzlich können Peridiolen an den Füßen haften bleiben, die dann als „Luftfracht“ an andere Standorte gelangen.

## Gattungsabgrenzung
Ähnlich ist die nahe verwandte Gattung der Tiegelteuerlinge (Crucibulum). Die Fruchtkörper haben jedoch eine 1-schichtige Wandung, einfacher aufgebaute Myzelstränge und gelbe, deckelartige Epiphragma.

## Ökologie
Die Teuerlinge sind Saprobionten, die auf Holz und Pflanzenresten wachsen.

## Arten
In Mitteleuropa kommen 5 Arten vor bzw. sind dort zu erwarten:
| Teuerlinge (Cyathus) in Europa |                         |                                             |
| \| Deutscher Name \| Wissenschaftlicher Name \| Autorenzitat \| \| --------------------------------------- \| ----------------------- \| ------------------------------------------- \| \| \| Cyathus berkeleyanus \| (Tulasne & C. Tulasne 1844) Lloyd 1906 \| \| Topf-Teuerling \| Cyathus olla \| (Batsch 1783 : Persoon 1801) Persoon 1801 \| \| \| Cyathus pygmaeus \| Lloyd 1906 \| \| Dung-Teuerling \| Cyathus stercoreus \| (Schweinitz 1832) De Toni 1888 \| \| Gestreifter oder Striegeliger Teuerling \| Cyathus striatus \| (Hudson 1778 : Persoon 1801) Willdenow 1787 \| |                         |                                             |
| Deutscher Name | Wissenschaftlicher Name | Autorenzitat                                |
| | Cyathus berkeleyanus    | (Tulasne & C. Tulasne 1844) Lloyd 1906      |
| Topf-Teuerling | Cyathus olla            | (Batsch 1783 : Persoon 1801) Persoon 1801   |
| | Cyathus pygmaeus        | Lloyd 1906                                  |
| Dung-Teuerling | Cyathus stercoreus      | (Schweinitz 1832) De Toni 1888              |
| Gestreifter oder Striegeliger Teuerling | Cyathus striatus        | (Hudson 1778 : Persoon 1801) Willdenow 1787 |

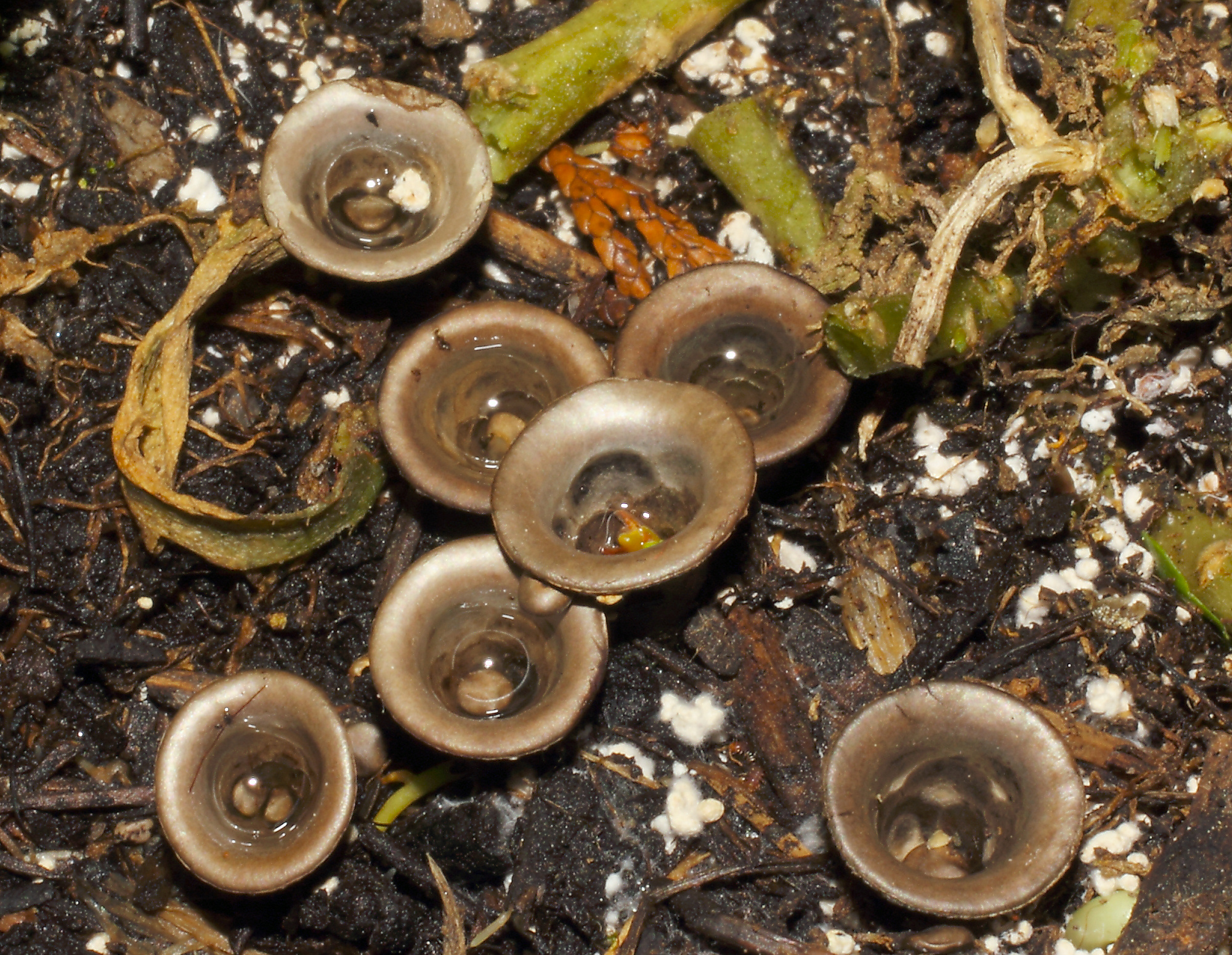
Topf-Teuerling Cyathus olla
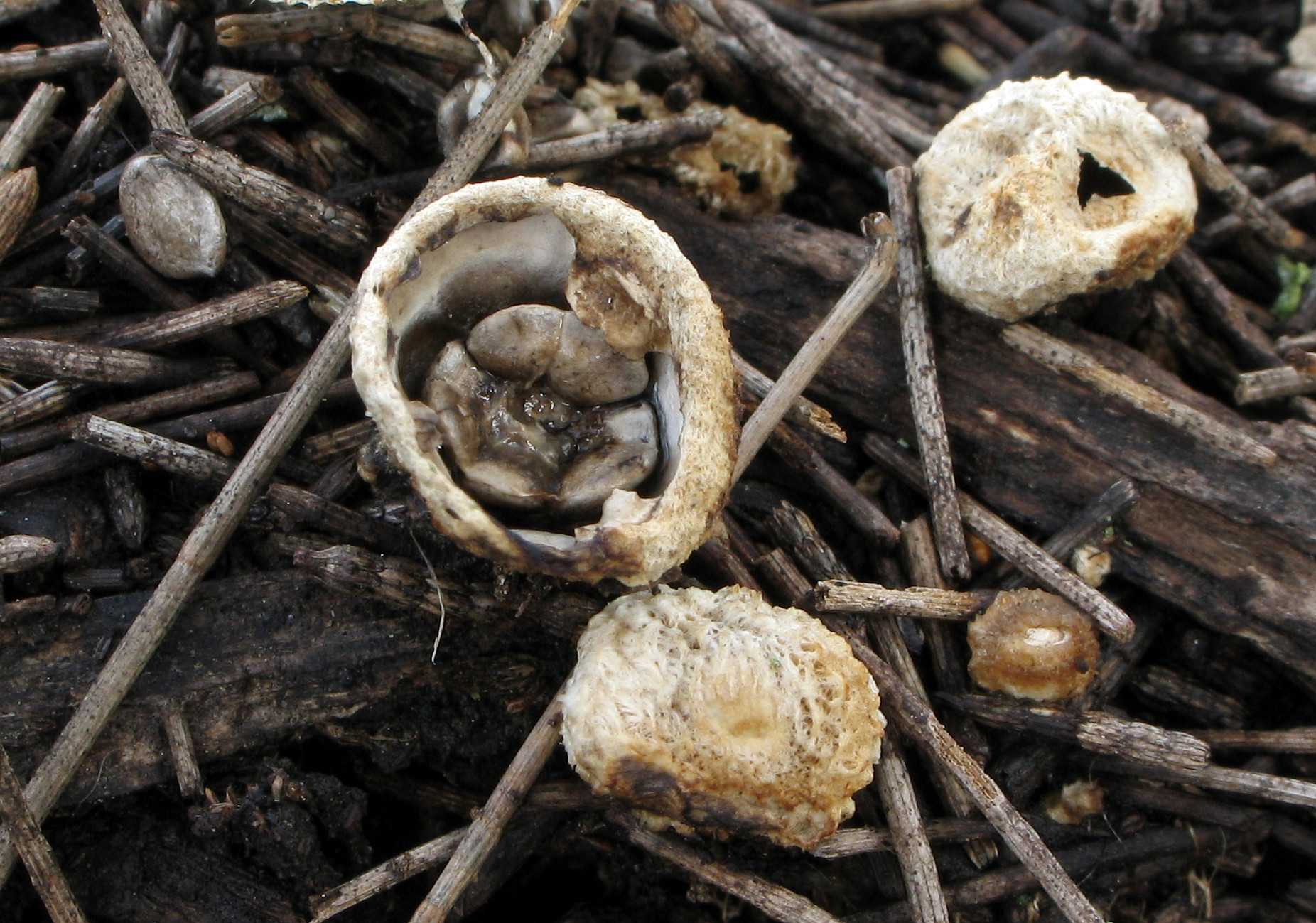
Cyathus pygmaeus
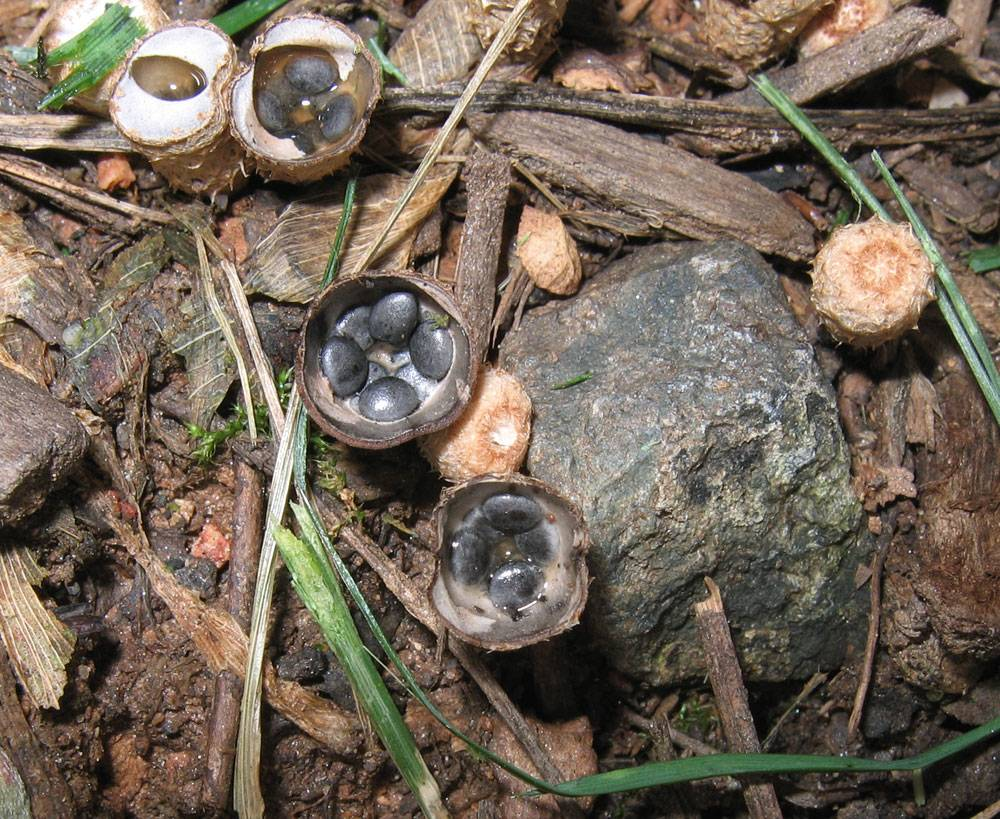
Dung-Teuerling Cyathus stercoreus
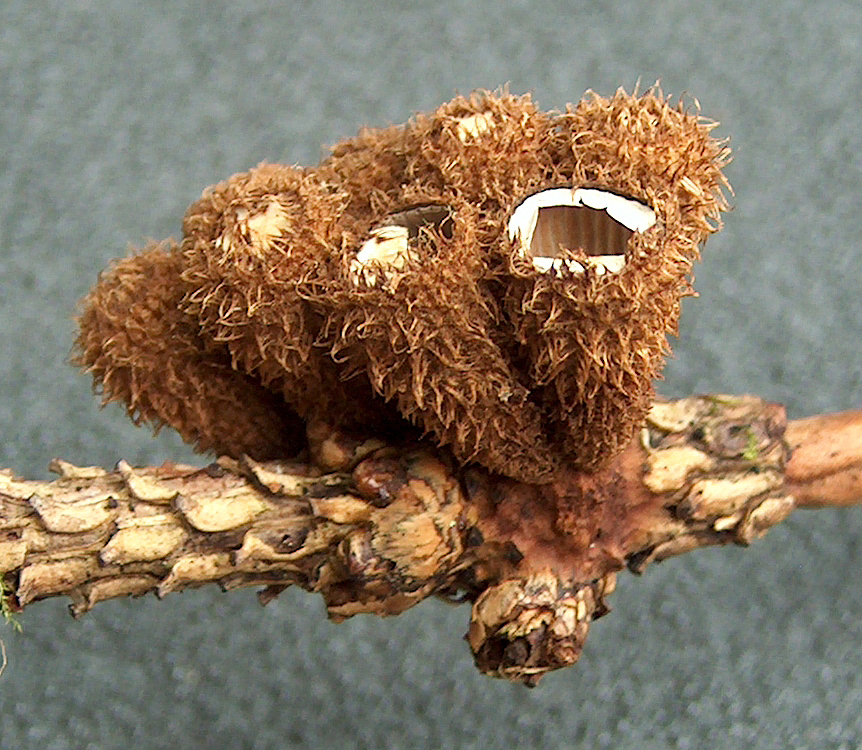
Gestreifter Teuerling Cyathus striatus

## Bedeutung
Der deutsche Name der Gattung wird darauf zurückgeführt, dass Bauern die Peridolen als Geldstücke deuteten und in nassen Jahren, bei häufigem Auftreten dieser Pilze, Teuerungen befürchteten. Der englische Name „bird's nest fungus“ bezieht sich auf die Ähnlichkeit der Fruchtkörper mit Vogelnestern und weist auch auf die Herkunft des lateinischen Gattungsnamens von griechisch kyathos (‚Becher‘) hin.